# Ian McKellen
Sir Ian Murray McKellen (Burnley, Inglaterra, 25 de mayo de 1939) es un legendario actor británico de cine y teatro, uno de los más notables del Reino Unido, considerado comúnmente un icono de la cultura británica. En su larga carrera ha ganado siete premios Laurence Olivier, un Globo de Oro, un Tony, dos premios del Sindicato de Actores, un BIF y dos premios de la Crítica Cinematográfica; y ha sido nominado al Óscar en dos ocasiones, cinco a los BAFTA y cinco a los Emmy. Su labor interpretativa ha abarcado desde Shakespeare y el teatro popular contemporáneo hasta la fantasía y la ciencia ficción. La BBC declaró que «sus interpretaciones le han asegurado un nicho en el canon del teatro inglés y dentro del gremio cinematográfico».
Comenzó su carrera profesional en 1961 como parte del selecto elenco del Belgrade Theatre. En 1969, fue invitado a formar parte de la compañía de teatro del Prospect Theatre y encabezó el elenco de las obras Ricardo II de Shakespeare y Eduardo II de Marlowe, consagrándose firmemente como uno de los actores clásicos más importantes del país. Durante los setenta, McKellen fue miembro de la Compañía de teatro de Shakespeare y de la Compañía nacional de teatro. Logró el reconocimiento internacional por sus destacados papeles como Gandalf en la trilogía de El Señor de los Anillos y El hobbit; y como Magneto en la saga X-Men, cintas que también lo hicieron conocido para las audiencias más jóvenes.
En 1979 fue condecorado con la Orden del Imperio Británico, fue nombrado Caballero por la reina Isabel II en 1991 por su servicio en las artes interpretativas y fue hecho Compañero de honor de la reina por sus servicios en las artes dramáticas y a la igualdad en 2008. McKellen es abiertamente gay desde 1988 y un conocido activista en favor de los derechos de los homosexuales, a la vez que el cofundador de Albert Kennedy Trust, una de las organizaciones de derechos LGBT más influyentes del Reino Unido, de la cual sigue siendo un portavoz destacado.

## Biografía
Aunque nació en Burnley, McKellen pasó la mayor parte de su infancia en la localidad de Wigan, (Inglaterra) acudiendo más tarde a la Bolton School. Sus cuatro primeros años de vida transcurrieron bajo la amenaza de los bombardeos nazis de la Segunda Guerra Mundial, que según sus propias declaraciones, tuvieron un fuerte impacto psicológico en él. Estudió en la Bolton School, en el área metropolitana de Mánchester, y más tarde terminó sus estudios de interpretación en la Universidad de Cambridge.
La familia McKellen profesaba una fuertemente arraigada fe cristiana, aunque no excesivamente puritana. Su madre (Margery Lois) falleció teniendo él 12 años y su padre (Denis Murray) se volvió a casar. Este falleció cuando Ian contaba con 24 años, tras lo cual siguió manteniendo una buena relación con su madrastra, a la que confesó su homosexualidad. Según las palabras de McKellen, la viuda de su padre se mostró más contenta que disgustada, ya que sabía que Ian había dejado de mentir sobre su orientación sexual.
Comenzó una relación con su primera pareja, Brian Taylor, en 1964, con quien vivió en Londres hasta 1972, cuando la relación terminó. En 1978 conoció en el Festival de Edimburgo al hombre con el que tendría su segunda relación seria. Su nombre era Sean Mathias, también actor, y tuvieron una relación algo agitada. Sus discusiones parecían tener muchas veces su raíz en la, por alguna razón, menos aclamada carrera de Mathias, que achacaba su poco éxito a su relación con Ian McKellen; aun así, también reconocía que él había intentado ayudarle siempre. Esta relación duró 10 años.

### Teatro
«De niño, si cualquiera preguntaba qué quería ser cuando fuese mayor, regalaba la respuesta que todos esperaban: «un actor»; disfruté de participar en producciones escolares. En la Universidad de Cambridge, donde aparecí en más de 20 producciones menores, decidí que quería realmente pasar al aspecto profesional del asunto, en parte porque todos mis compañeros pensaban lo mismo. Entre mis contemporáneos se pueden incluir Derek Jacobi y Trevor Nunn. Nuestras puestas en escena eran comúnmente reseñadas por críticos del teatro nacional, y algunas de ellas también se dieron en el West End londinense. Formé parte del repertorio de tres teatros regionales antes de terminar la universidad, armado con algunas críticas comprensivas y dos audiciones contrastables; una clásica, y otra moderna. Fui aceptado en el teatro Coventry Belgrade, y sin haber ido a la escuela de drama, comencé a actuar a tiempo completo en septiembre de 1961, recibiendo una paga de 8 libras esterlinas.»
Ian McKellen

Hizo su debut en la ciudad inglesa de Coventry en 1961. Su debut en el West End, el equivalente londinense al Broadway neoyorquino, tuvo lugar tres años más tarde. Cuando ya era conocido en el teatro inglés, hizo algunas apariciones en televisión y cine. Pero el papel que realmente le dio la fama fue el de Eduardo II de Inglaterra, en la obra Eduardo II, del autor del siglo XVI Christopher Marlowe.

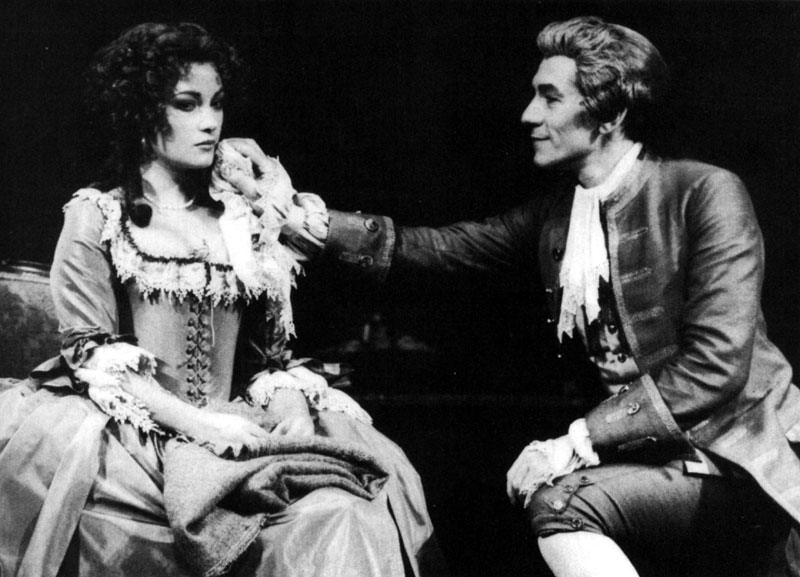
McKellen (Antonio Salieri) junto a Jane Seymour (Constanze Mozart) en Amadeus (1981).

En 1972, cofundó junto a su amigo Edward Petherbridge la Actors Company, lo que le convirtió, a los ojos de los actores de su país, en algo parecido a un portavoz oficial. Entre los años 1974 y 1978, su reputación como actor creció considerablemente con su ingreso en la Royal Shakespeare Company. Allí protagonizó obras como Romeo y Julieta, Macbeth y El alquimista, escrita por Ben Jonson.
Más tarde, en 1979, protagonizó en Broadway, en la Ciudad de Nueva York, la obra Bent (Torcido, una manera muy elusiva de referirse al hecho de ser gay), que hablaba de la persecución sufrida por los homosexuales en la Alemania Nazi. McKellen todavía no había hecho pública su orientación sexual, por lo que en un primer momento dudó si aceptar o no el papel. Finalmente, Sean Mathias, su pareja por aquel entonces, le instó a que lo hiciese. Años más tarde (1990), McKellen volvió a protagonizar dicha obra, esta vez en Londres, y tuvo un pequeño papel en su adaptación al cine en 1997; en ambas ocasiones actuó bajo la dirección del susodicho Sean Mathias, ya tras haber hecho pública su homosexualidad.
Broadway le brindó una nueva oportunidad de éxito al conseguir el papel del músico del Clasicismo Antonio Salieri, en la obra Amadeus (que comenzó en 1980), la cual trataba sobre la vida de Wolfgang Amadeus Mozart. Gracias a este papel consiguió un Premio Tony, uno de los más prestigiosos del teatro estadounidense. Otros trabajos suyos en los Estados Unidos le dieron a conocer parcialmente en ese país, donde la mayoría de la gente aún no había oído hablar de él. Así, en 1982 participó en la televisión estadounidense, interpretando a una persona con problemas mentales en Walter.
Otras de sus apariciones teatrales de relevancia fueron en Black Comedy (1968), Ricardo III (1969), Hamlet (1970, 2021), Las tres hermanas (1978), Otelo (1989), Tío Vania (1992), El enemigo del pueblo (1998), Rey Lear (2008, 2017), Esperando a Godot (2009) etc.

### Cine
«McKellen ha trabajado en el cine durante toda su carrera como actor desde 1966. Sin embargo, fue en los años 1990 cuando sus apariciones comenzaron a ser más reseñables y significativas, con participaciones en proyectos que consiguieron éxito mundial, incluyendo películas como Sacerdote del amor (Christopher Miles, 1981), Walter (Stephen Frears, 1982), The Keep (Michael Mann, 1983), Plenty (Fred Schepisi, 1985) y Cold Comfort Farm (John Schlesinger, 1995). Su carrera siguió en cualquier caso supeditada a las más de 250 obras de teatro en las que ha actuado a lo largo de casi cincuenta años. Una de ellas, Ricardo III de William Shakespeare, se estrenó en el National Theatre de Londres, fue de gira por Europa y Estados Unidos y la adaptó al cine el propio McKellen, que ganó por este papel el premio Félix al mejor actor europeo del año en 1996 y una nominación al Globo de Oro. La película fue dirigida por Richard Loncraine.»
El País

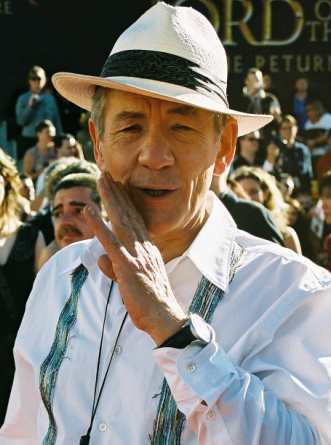
McKellen en el estreno de El Señor de los Anillos: el retorno del Rey (Nueva Zelanda el 1 de diciembre de 2003).

En 1993, McKellen interpretó un papel secundario en Seis grados de separación, donde trabajó junto a Donald Sutherland, Will Smith y Stockard Channing; pero su salto al panorama internacional fue cuando interpretó al director de Frankenstein, James Whale, en la película Dioses y monstruos, por la que fue nominado al Óscar al mejor actor.
Durante los años 2000 trabajó en el cine en películas como las de X-Men,saga de superhéroes,[1] de Bryan Singer (con quien ya había participado unos años antes en Apt Pupil) y Brett Ratner, basado en la famosa serie de cómics, interpretando al famoso villano Magneto;[1] también en El código Da Vinci (2006) de Ron Howard, basada en el libro de Dan Brown, interpretando a Leigh Teabing, un hábil y obsesionado historiador
En el 2000 también aceptó trabajar en la trilogía de El Señor de los Anillos, interpretando al mago Gandalf, papel por el que también recibió una nominación al Óscar al mejor actor de reparto por la primera entrega, La Comunidad del Anillo. En 2011 volvió a rodar como el mago Gandalf en las películas de Peter Jackson basadas en El hobbit.
Tras la muerte del actor irlandés Richard Harris, se le ofreció el papel de Albus Dumbledore en la serie de películas de Harry Potter, pero lo rechazó ya que no quería mezclar su papel de Gandalf con el de Dumbledore, por lo que el papel pasó al actor Michael Gambon.
En 2006, el Festival Internacional de Cine de Berlín le entregó un Oso de oro honorífico por toda su carrera. En 2009 se le concedió el Premio Donostia, premio a toda la carrera concedido en el ámbito del Festival Internacional de Cine de San Sebastián.

### Activismo por los derechos LGBT
«Declaré mi homosexualidad oficialmente en un programa de radio de la BBC donde discutía los errores del Artículo 28 de la ley de Thatcher que ponía en desventaja a los gais y lesbianas aludiendo a la «promoción de la homosexualidad». Hasta ese día no había definido mi sexualidad en público, ni a mi familia. Los demás lo sabían. En el trabajo ser abiertamente gay no parecía traer problemas y tanto mis compañeros como yo, nunca encubrimos nuestras relaciones. Me hubiera gustado declararme mucho antes de los 49 años. El miedo de que eso pudiera dañar mi carrera era infundado. Mi familia y yo nunca habíamos estado tan cercanos. Descubrí una multitud de nuevos amigos y que el movimiento LGBT es literatura, investigación y política. No me molesté con mis colegas que insistían en ocultar su sexualidad, porque recordé cuánto tiempo me pareció seguro aceptar el juicio de la sociedad sobre la homosexualidad y evitar su desaprobación. Cuando un actor reconocido miente sobre su homosexualidad sólo hay que compadecerse de él. Hay que recordar que nadie ha tenido que mentir jamás sobre su heterosexualidad.»
Ian McKellen

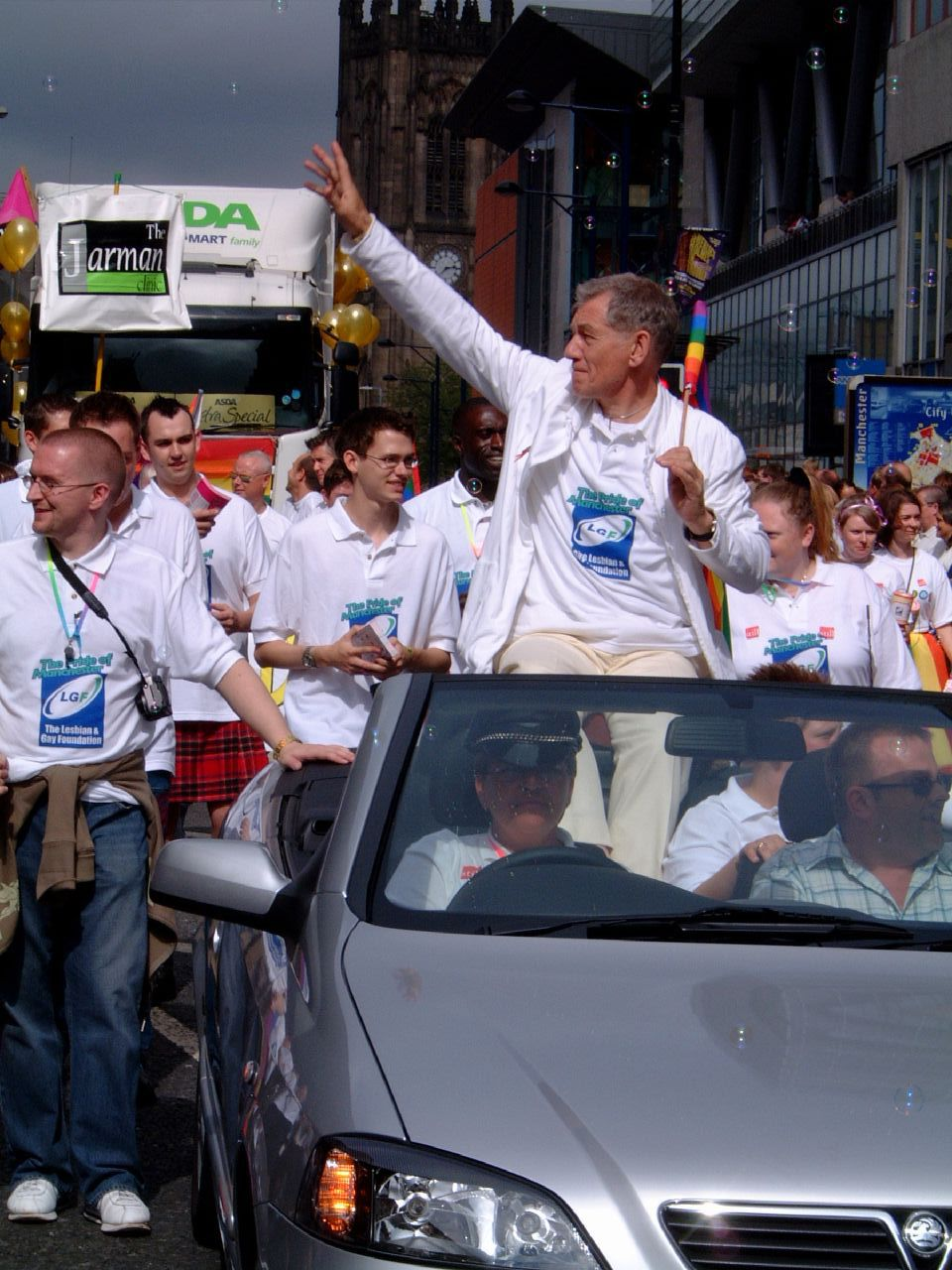
McKellen en Europride, en Mánchester (2003).

La homosexualidad de Ian McKellen nunca fue un secreto en el mundo del teatro y del cine, pero no fue hasta 1988 cuando el gran público se enteró de su propia voz. En la era de Margaret Thatcher, se debatía en el Parlamento Británico una controvertida enmienda que prohibía, entre otras cosas, hablar de homosexualidad en las escuelas, conocida popularmente como el Artículo 28. McKellen se manifestó como gay en un programa de radio de la BBC, durante un debate que mantenía con un periodista conservador. Curiosamente, apenas dos años más tarde, Thatcher dispuso una recomendación a la reina para que se nombrase a McKellen caballero (sir). Según relata Ian McKellen, recibió la llamada telefónica en la que le comunicaban el nombramiento cuando estaba viendo, en directo, cómo la baronesa abandonaba el 10 de Downing Street. Supuso que había sido una de sus últimas decisiones.
McKellen ha continuado con su activismo a favor de los derechos de los homosexuales. Participa en varias organizaciones británicas que realizan esfuerzos en ese campo, tales como Stonewall (de la cual es cofundador), History Month, o The Albert Kennedy Trust.

## Filmografía

### Década de 1960
«Mis primeras películas no fueron exitosas, pero disfruté la introducción a la industria fílmica en Reino Unido. Fallé en las pruebas para Barbarella y para un western europeo —ambos en Roma—. Hollywood no me llamó.»
Ian McKellen

### Década de 1970
«La película británica Priest of Love me otorgó mi primer papel protagonista —como D. H. Lawrence—, un nuevo comienzo luego de años de trabajo en el teatro, tanto en casa como entre el público.»
Ian McKellen

### Década de 1980
«Mientras se sucedía otra década de exigente trabajo en el teatro, pude organizarme para participar en cinco películas, todas filmadas en el Reino Unido. Los papeles fueron variados. Trabajar con John Hurt, Michael Mann, Fred Schepisi y Meryl Streep fue revelador y elevó la esperanza respecto a que debía disponer más tiempo a descubrir más cosas sobre actuar para la gran pantalla.»
Ian McKellen

### Década de 1990
«La década de los 90 estuvo llena de compromisos. Después de la gira mundial de la obra teatral Richard III, preparé una adaptación fílmica escribiendo el guión y "visitando" otras 11 películas en toda una variedad de apariciones y papeles secundarios. Mi recompensa fue sentirme más relajado ante la cámara, y mucho más seguro para los papeles protagonistas de Richard III, Dussander y James Whale».
Ian McKellen

### Década del 2000
«Mi último trabajo del siglo XX fue en X-Men, y mi primer trabajo del nuevo siglo fue en El Señor de los Anillos, interpretando a dos hombres poderosos, Magneto el amo del magnetismo, y el mago Gandalf. Fui presentado a la multitud de seguidores de ambos trabajos a través de internet y dudé al entrar al mundo de las franquicias y los muñecos plásticos.»
Ian McKellen

### Cine
| Año  | Título                                           | Rol                         |
| ---- | ------------------------------------------------ | --------------------------- |
| 1966 | The Bells of Hell Go Ting-a-Ling-a-Ling          | Teniente                    |
| 1969 | Su vida íntima                                   | George Matthews             |
| 1969 | Alfredo el Grande                                | Roger                       |
| 1969 | The Promise                                      | Leonidik                    |
| 1981 | Sacerdote del amor                               | D. H. Lawrence              |
| 1982 | The Scarlet Pimpernel                            | Chauvelin                   |
| 1983 | The Keep                                         | Dr. Theodore Cuza           |
| 1985 | Zina                                             | Profesor Kronfeld           |
| 1985 | Plenty                                           | Sir Andrew Charleson        |
| 1985 | Scandal                                          | Arthur Kronfeld             |
| 1993 | El último gran héroe                             | La Muerte                   |
| 1993 | La balada del pequeño Jo                         | Percy Corcoran              |
| 1993 | Seis grados de separación                        | Geoffrey Miller             |
| 1993 | And the Band Played On                           | Bill Kraus                  |
| 1993 | Miss in Her Teens                                | El prólogo                  |
| 1994 | I'll Do Anything                                 | John Earl McAlpine          |
| 1994 | La sombra                                        | Dr. Reinhardt Lane          |
| 1994 | Todo por un sueño                                | Narrador                    |
| 1995 | Jack & Sarah                                     | William                     |
| 1995 | Richard III                                      | Richard III                 |
| 1995 | Restauración                                     | Will Gates                  |
| 1997 | Bent                                             | Tío Freddie                 |
| 1997 | El hombre que vino del mar                       | Dr. James Kennedy           |
| 1998 | Dioses y monstruos                               | James Whale                 |
| 1998 | Apt Pupil                                        | Kurt Dussander              |
| 2000 | Cirque du Soleil: Journey of Man                 | Narrador (Voz)              |
| 2000 | X-Men                                            | Erik Lehnsherr / Magneto    |
| 2001 | El Señor de los Anillos: la Comunidad del Anillo | Gandalf el Gris             |
| 2002 | El Señor de los Anillos: las dos torres          | Gandalf el Blanco           |
| 2003 | El Señor de los Anillos: el retorno del Rey      | Gandalf el Blanco           |
| 2003 | X-Men 2                                          | Erik Lehnsherr / Magneto    |
| 2003 | Emile                                            | Emile                       |
| 2004 | Eighteen                                         | Jason Anders                |
| 2005 | The Magic Roundabout                             | Zebedee (Voz)               |
| 2005 | Asylum                                           | Dr. Peter Cleave            |
| 2005 | Neverwas                                         | Gabriel Finch               |
| 2006 | X-Men: The Last Stand                            | Erik Lehnsherr / Magneto    |
| 2006 | Displaced                                        |                             |
| 2006 | El código Da Vinci                               | Sir Leigh Teabing           |
| 2006 | Flushed Away                                     | The Toad (Voz)              |
| 2007 | For the Love of God                              |                             |
| 2007 | Stardust                                         | Narrador (Voz)              |
| 2007 | La brújula dorada                                | Iorek Byrnison (Voz)        |
| 2012 | El hobbit: un viaje inesperado                   | Gandalf el Gris             |
| 2013 | El hobbit: la desolación de Smaug                | Gandalf el Gris             |
| 2013 | The Wolverine                                    | Erik Lehnsherr / Magneto    |
| 2014 | X-Men: días del futuro pasado                    | Erik Lehnsherr / Magneto    |
| 2014 | El hobbit: la batalla de los Cinco Ejércitos     | Gandalf el Gris             |
| 2015 | Mr. Holmes                                       | Sherlock Holmes             |
| 2017 | Animal Crackers                                  | Horatio P. Huntington (Voz) |
| 2017 | La bella y la bestia                             | Cogsworth                   |
| 2019 | The Good Liar                                    | Roy Courtnay                |
| 2019 | Cats                                             | Gus the Theatre Cat         |
| 2026 | Avengers: Doomsday                               | Erik Lehnsherr / Magneto    |

## Teatro
- Much Ado About Nothing, Royal National Theatre, Old Vic, Londres, 1965
- Trelawny of the Wells, National Theatre, Londres, y Festival de Chichester, 1965
- The Promise, West End; Broadway, 1967
- Edward II, Festival de Edimburgo y West End, 1969
- Hamlet, gira por el Reino Unido, 1971
- Tis Pity She's a Whore, Gira por el Reino Unido, 1972
- Dr Faustus, Royal Shakespeare Company, Festival de Edimburgo y Aldwych Theatre (Londres), 1974
- The Life and Death of King John, RSC, 1975
- Romeo and Juliet (como Romeo), RSC, Stratford-upon-Avon y Londres, 1976
- The Winter's Tale, RSC, Stratford-upon-Avon, 1976
- Macbeth, RSC, Stratford-upon-Avon y Young Vic (Londres), 1976–1977
- The Alchemist, RSC, Stratford-upon-Avon y Londres, 1977
- Every Good Boy Deserves Favour, RSC, Barbican Arts Centre (Londres), 1977
- Three Sisters, RSC, 1978
- Bent, (como Max) Royal Court y Criterion, Londres, 1979
- Acting Shakespeare (como él mismo), Copenhague, 1980
- Amadeus (como Salieri), Broadway, 1980
- Coriolanus (papel que da título a la obra), National Theatre, 1984
- Wild Honey, National Theatre, 1984 (& Broadway, 1986)
- The Cherry Orchard, National Theatre, 1985
- The Duchess of Malfi, National Theatre, 1985
- The Real Inspector Hound, National Theatre, Londres y París, 1985
- Othello (as Iago), RSC, Londres y Stratford-upon-Avon, 1989
- Richard III (papel que da título a la obra), National Theatre, gira mundial, 1990, y gira por Estados Unidos, 1992
- Uncle Vanya (papel que da título a la obra), National Theatre, 1992
- Peter Pan (como Mr. Darling/Capitán Garfio), National Theatre, 1997
- An Enemy of the People, National Theatre, 1997 & Ahmanson Theatre (Los Ángeles), 1998
- Present Laughter, West Yorkshire Playhouse (Leeds), 1998
- Dance of Death, Broadhurst Theatre (Nueva York). 2001. Lyric Theatre (Londres), 2003[23]
- Aladdin, Old Vic, 2004 & 2005
- The Cut, Donmar Warehouse, 2006
- King Lear , de William Shakespeare, Courtyard Theatre, Stratford-upon-Avon, 2007; Nueva Zelanda, 2007; Nueva York (Brooklyn Academy of Music), 2007, Mineápolis, 2007, New London Theatre (West End), 2007–8; Chichester Festival Theatre, 2017–18
- The Seagull, de Antón Chéjov, (como Sorin), Courtyard Theatre, Stratford-upon-Avon, 2007; New York (Brooklyn Academy of Music), 2007 Mineápolis, 2007, New London Theatre (West End), 2007–8
- Waiting for Godot , de Samuel Beckett, Theatre Royal Haymarket, Londres, 2009 & 2010; Comedy Theatre, Melbourne, Australia, 2010[24] and Fugard Theatre, Ciudad del Cabo, Sudáfrica, 2010
- The Syndicate, de Eduardo De Filippo, Chichester Festival, 2011
- No Man's Land & Waiting for Godot, Broadway, 2013- 2014
- Hamlet, de William Shakespeare, Theatre Royal, Windsor, 2021

## Televisión
- The Indian Tales of Rudyard Kipling (1 episodio, 1964)
- Sunday Out of Season (1965)
- The Trial and Torture of Sir John Rampayne (1965)
- The Wednesday Play (1 episodio, 1965)
- David Copperfield (9 episodios, 1966)
- The Tragedy of King Richard II (1970)
- Keats (1970)
- ITV Saturday Night Theatre (1 episodio, 1972)
- BBC Show of the Week (1 episodio, 1972)
- Country Matters (1 episode, 1972)
- BBC Play of the Month (4 episodios, 1968-1973)
- Jackanory (1 episode, 1978)
- A Performance of Macbeth (1979)
- BBC2 Playhouse (1 episodio, 1979)
- Armchair Thriller (1 episodio, 1980)
- Play for Today (1 episodio, 1980)
- Walter (1982)
- The Scarlet Pimpernel (1982)
- Walter and June (1983)
- Windmills of the Gods (1988)
- Countdown to War (1989)
- Tales of the City (1993)
- And the Band Played On (1993)
- Cold Comfort Farm (1995)
- Rasputín (1996)
- David Copperfield (1999)
- Saturday Night (1 episodio, 2002)
- Coronation Street (10 episodios, 2005)
- Great Performances: King Lear (2008)
- The Prisoner (2009)
- Vicious (2013)
- The Dreasser (2015)

## Premios y nominaciones

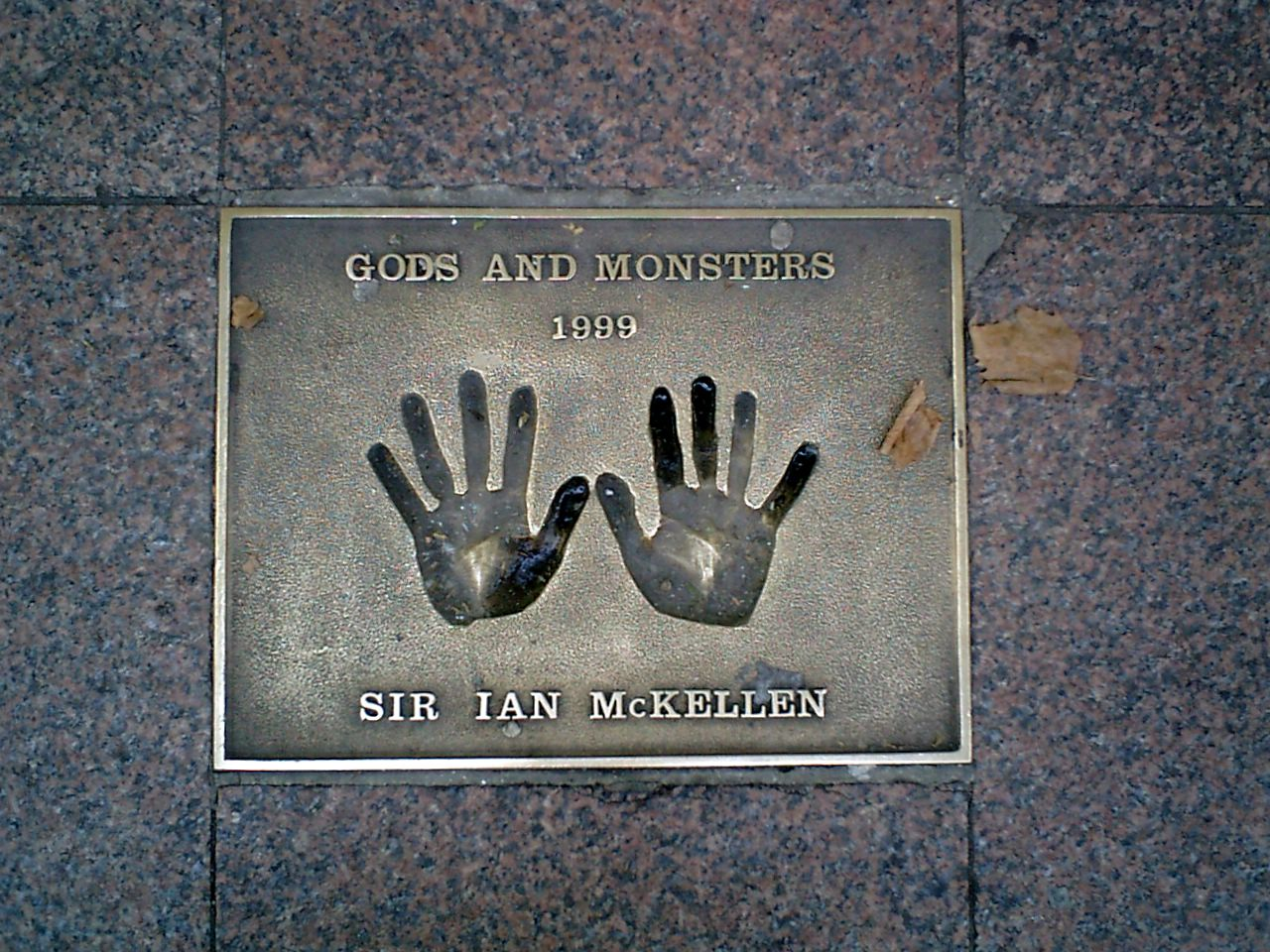
Las manos de McKellen en un placa, 1999 Dioses y monstruos, en Londres, Leicester Square.

Premios Óscar
| Año  | Categoría              | Película                                         | Resultado |
| ---- | ---------------------- | ------------------------------------------------ | --------- |
| 1999 | Mejor actor            | Dioses y monstruos                               | Nominado  |
| 2002 | Mejor actor de reparto | El Señor de los Anillos: la Comunidad del Anillo | Nominado  |

Premios Globo de Oro
| Año  | Categoría                                              | Película           | Resultado |
| ---- | ------------------------------------------------------ | ------------------ | --------- |
| 1998 | Mejor actor - Drama                                    | Dioses y monstruos | Nominado  |
| 1996 | Mejor actor de reparto de serie, miniserie o telefilme | Rasputín           | Ganador   |
| 1995 | Mejor actor - Drama                                    | Richard III        | Nominado  |

Premios BAFTA
| Año  | Categoría                        | Película                                         | Resultado |
| ---- | -------------------------------- | ------------------------------------------------ | --------- |
| 2015 | Mejor actor de reparto de TV     | The Dreasser                                     | Nominado  |
| 2003 | Mejor actor de reparto           | El Señor de los Anillos: el retorno del Rey      | Nominado  |
| 2001 | Mejor actor                      | El Señor de los Anillos: la Comunidad del Anillo | Nominado  |
| 1995 | Mejor guion adaptado Mejor actor | Richard III                                      | Nominado  |

Premios Primetime Emmy
| Año  | Categoría                                      | Trabajo                       | Resultado |
| ---- | ---------------------------------------------- | ----------------------------- | --------- |
| 2009 | Mejor actor - Miniserie o telefilme            | The Prisoner                  | Nominado  |
| 2008 | Mejor actor - Miniserie o telefilme            | Great Performances: King Lear | Nominado  |
| 2006 | Mejor actor invitado - Serie de comedia        | Extras                        | Nominado  |
| 1996 | Mejor actor de reparto - Miniserie o telefilme | Rasputín                      | Nominado  |
| 1993 | Mejor actor de reparto - Miniserie o telefilme | And the Band Played On        | Nominado  |

Premios del Sindicato de Actores
| Año  | Categoría              | Película                                         | Resultado |
| ---- | ---------------------- | ------------------------------------------------ | --------- |
| 2003 | Mejor reparto          | El Señor de los Anillos: el retorno del Rey      | Ganador   |
| 2002 | Mejor reparto          | El Señor de los Anillos: las dos torres          | Nominado  |
| 2001 | Mejor reparto          | El Señor de los Anillos: la Comunidad del Anillo | Nominado  |
| 2001 | Mejor actor de reparto | El Señor de los Anillos: la Comunidad del Anillo | Ganador   |
| 1998 | Mejor actor            | Dioses y monstruos                               | Nominado  |

Premios Annie
| Año  | Categoría                         | Película     | Resultado |
| ---- | --------------------------------- | ------------ | --------- |
| 2006 | Mejor doblaje en un filme animado | Flushed Away | Ganador   |

Premios Tony
| Año  | Categoría                                   | Montaje                          | Resultado |
| ---- | ------------------------------------------- | -------------------------------- | --------- |
| 1984 | Mejor actor principal en una obra de teatro | Ian McKellen: Acting Shakespeare | Nominado  |
| 1981 | Mejor actor principal en una obra de teatro | Amadeus                          | Ganador   |

Premios Laurence Olivier
| Año  | Categoría                                             | Montaje                                                          | Resultado |
| ---- | ----------------------------------------------------- | ---------------------------------------------------------------- | --------- |
| 2020 | Premio Especial de la Sociedad de Teatros Londinenses | Ian McKellen on Stage: With Tolkien, Shakespeare, Others and YOU | Ganador   |
| 2019 | Mejor actor                                           | Rey Lear                                                         | Nominado  |
| 2017 | Mejor actor                                           | No Man's Land                                                    | Nominado  |
| 2008 | Mejor actor                                           | Rey Lear                                                         | Nominado  |
| 2006 | Premio Especial de la Sociedad de Teatros Londinenses | Premio Especial de la Sociedad de Teatros Londinenses            | Ganador   |
| 1992 | Mejor actor                                           | Tío Vania                                                        | Nominado  |
| 1991 | Mejor actor                                           | Ricardo III                                                      | Ganador   |
| 1984 | Mejor actor del año                                   | Wild Honey                                                       | Ganador   |
| 1979 | Mejor actor del año en una nueva obra                 | Bent                                                             | Ganador   |
| 1978 | Mejor interpretación cómica                           | El alquimista                                                    | Ganador   |
| 1977 | Mejor actor del año                                   | Pillars of the Community                                         | Ganador   |

Festival Internacional de Cine de San Sebastián
| Año  | Categoría                      | Película           | Resultado |
| ---- | ------------------------------ | ------------------ | --------- |
| 2009 | Premio Donostia                | Premio Donostia    | Ganador   |
| 1998 | Concha de Plata al mejor actor | Dioses y monstruos | Ganador   |

Festival Internacional de Cine de Berlín
| Año  | Categoría             | Resultado |
| ---- | --------------------- | --------- |
| 2006 | Oso de Oro honorífico | Ganador   |